# Palotai Boris
Palotai Boris (Nagyvárad, 1904. május 23. – Budapest, 1983. szeptember 13.) József Attila-díjas magyar író, költő, Bacsó Péter filmrendező édesanyja, Palotai Erzsi testvére.

## Életpályája
Palotai (Pollák) Armand és Friedmann Margit (1880–1969) gyermekeként zsidó családban született. Nagyszülei vendéglősök és borkereskedők voltak. 1919–1940 között Kassán élt. Itt végezte el középiskolai tanulmányait. 1926-ban ott is adták ki első verseskötetét (Tavaszi áradás). 1928-ban megszületett fia Bacsó Péter. 1932-ben Kassán az Én Lapom című ifjúsági folyóirat szerkesztője volt. Megnyerte az Atheneum és a Nyugat pályázatát. 1946-ban – immár hatodik éve Budapesten – az Asszonyok című lap szerkesztője volt. 1947–1953 között a Népszava irodalmi rovatának vezetője volt.
Számos művéből készült film. A következő években elmélyült és megkeseredett regényeinek világa, jó érzékkel ábrázolta a kor és az egyén konfliktushelyzeteit. Termékeny, könnyed íráskészségű elbeszélő és ifjúsági regényíró volt. Legjobb írásaiban hitelesen mutatta be korát.

## Művei
- Tavaszi áradás (versek, 1926)
- Valaminek a végén (versek, 1929)
- Az úszóbajnoknő (kisregény, 1933)
- Péter, egy szegény kisdiák regénye (ifjúsági regény, 1934)
- Csillag és kenyér (versek, 1936)
- Isten ölében (elbeszélés, 1936)
- Julika (ifjúsági regény, 1937)
- Julika és az ötödik osztály (ifjúsági regény, 1939)
- Kassai diákok (ifjúsági regény, Hungária, Bp., 1940)
- A Mókus-uccai titok (ifjúsági regény, Hungária, Bp., 1941)
- Hátsó lépcső (elbeszélés, 1941)
- Semetke úr éjszakája (regény, 1942)
- Botrány a szállodában (regény, 1943)
- Kegyetlen ifjúság (regény, 1943)
- Anyák (elbeszélés, 1947)
- Julika tizenhat éves (regény, 1948)
- Tűzhely (elbeszélés, 1949)
- Puskásné (regény, 1950)
- Kakasszó (elbeszélés, 1951)
- Új emberek a Dunai Vasműnél (riportok, 1951)
- Sztálinvárosi gyerekek (regény, 1953)

- Ünnepi vacsora (regény, 1955)
- Varázsige (elbeszélés, 1955)
- Keserű mandula (regény, 1958)

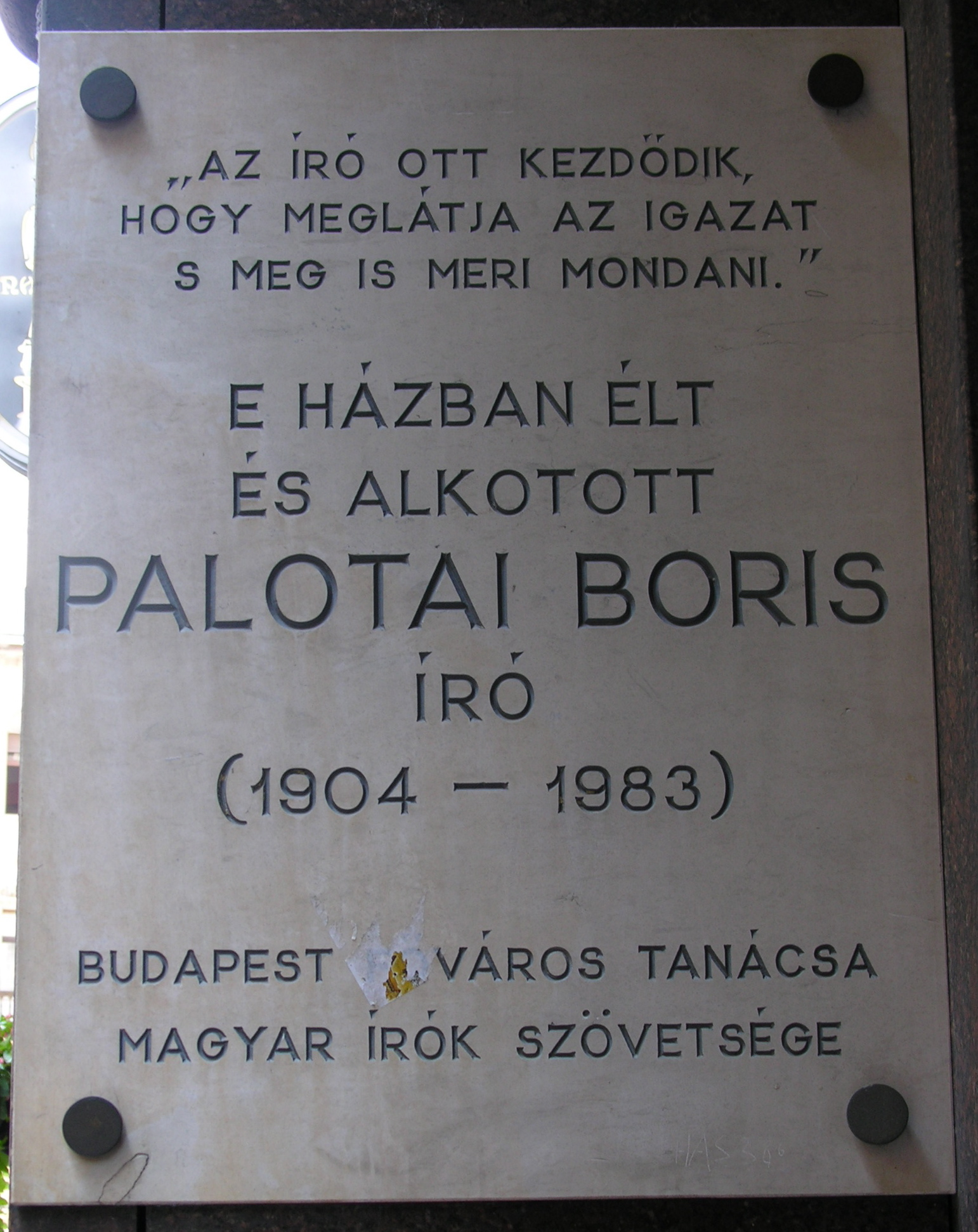
Emléktáblája egykori lakhelyén, Budapest, V. kerület,
Fehér Hajó utca 2-6.

- Válogatott tévedéseim (elbeszélés, 1959)
- Viharos mennyország (regény, 1960)
- Aprópénz (karcolatok, 1961)
- A madarak elhallgattak (regény, 1962)
- Vidám vasárnap (karcolatok, 1963)
- A férfi (kisregény, elbeszélés, 1964)
- A színésznő és az oroszlán (elbeszélés, 1966)
- Örök harag (mesék, elbeszélések, 1966)
- Zöld dió (regény, 1968)
- Szerelmespár (elbeszélés, 1973)
- Hetedik év (kisregény, elbeszélés, 1978)
- A másik (elbeszélés, 1981)
- Bejöhetsz hozzám panaszkodni (elbeszélés, 1982)
- Ki ismer engem? (elbeszélések, tárcák, 1985)

### Tévéjáték
- A nő a barakkban (rendezte Zsurzs Éva) a monte-carlói tévéfesztivál Arany Nimfa-díját kapta.